# Jana Vohralíková
Jana Vohralíková, rozená Mikešová (* 25. srpna 1963), je česká úřednice a manažerka, v letech 2002 až 2006 zastupitelka hl. města Prahy za Evropské demokraty, v letech 2004 až 2006 náměstkyně ministra informatiky ČR, v letech 2014 až 2019 kvestorka České zemědělské univerzity v Praze a v letech 2019 až 2023 vedoucí Kanceláře Senátu. Od března 2023 do února 2024 působila jako vedoucí Kanceláře prezidenta republiky Petra Pavla.

## Život
Pochází z rodiny pronásledované komunisty, její otec byl v 50. letech 20. století odsouzen na jedenáct let za špionáž. V letech 1977 až 1981 absolvovala přírodovědnou větev s jazykovým zaměřením na Gymnáziu Na Vítězné pláni v Praze a následně v letech 1981–1985 vystudovala obor pozemní stavby na Fakultě stavební Českého vysokého učení technického v Praze.
Nejprve byla v letech 1985–1990 zaměstnaná jako projektantka (statička) ve stavebnictví a následně byla v letech 1990–1997 na mateřské dovolené. Poté se stala generální sekretářkou křesťanské mládežnické organizace YMCA v ČR (1997–2002) a ředitelkou společnosti Palác YMCA (1998–2002). V téže době, od založení v roce 1998 až do roku 2004, byla první předsedkyní České rady dětí a mládeže.
V roce 2003 začala pracovat na Ministerstvu informatiky ČR. Nejprve byla ředitelkou odboru provozních služeb, v letech 2004–2006 pak byla pověřená řízením sekce elektronických komunikací. Od srpna 2004 do září 2006 zastávala post náměstkyně ministrů informatiky ČR Vladimíra Mlynáře a Dany Bérové, byla též ředitelkou ekonomické sekce. Mezi lety 2007 a 2009 působila na Ministerstvu kultury ČR jako vrchní ředitelka ministerstva pro EU fondy, investice a fond kultury a kinematografie. Od února do května 2009 byla náměstkyní ministra bez portfeje ČR a předsedy Legislativní rady vlády ČR Pavla Svobody.
V letech 2009–2010 působila jako ředitelka odborných útvarů předsedy vlády ČR Jana Fischera. Mezi roky 2010 a 2014 byla členkou představenstva akciové společnosti ANECT z oblasti IT, kde odpovídala za ekonomiku a lidské zdroje. Od května 2014 do září 2019 byla kvestorkou České zemědělské univerzity v Praze. V září 2019 se stala vedoucí Kanceláře Senátu, funkci vykonávala do konce února 2023. Jako její nástupce ve funkci kancléře Senátu byl určen Radek Jiránek. V souvislosti s jejím senátním působením se objevila podezření, že přidělovala zakázky personálně spřízněným firmám, či šikanovala podřízené zaměstnance, což pak vedlo k odchodům významného podílu zaměstnanců kanceláře.
V reakci na tato nařčení Senát zadal externí audit, jenž konstatoval, že k žádnému porušení zákona o zadávání zakázek ani interních předpisů Kanceláře Senátu ze strany Vohralíkové nedošlo (zdroj: Pavel by si v případě vítězství vybral za kancléřku Janu Vohralíkovou – ceskenoviny.cz).
Nově zvolený prezident ČR Petr Pavel v lednu 2023 oznámil, že s ní počítá do funkce vedoucí Kanceláře prezidenta republiky. Dne 9. března 2023 tak nahradila Vratislava Mynáře. Dne 25. ledna 2024 uvedla, že ve funkci vedoucí kanceláře k 15. únoru 2024 skončí, jejím nástupcem se stal Milan Vašina.
Aktivně hovoří anglicky, pasivně umí rusky. Dlouhodobě se věnuje i obecně prospěšným aktivitám. Je mimo jiné zakládající členkou Asociace manažerů neziskových organizací, stála také u zrodu České rady dětí a mládeže, kterou několik let vedla.
Po odchodu z funkce vedoucí kanceláře prezidenta republiky užívala za výhodných podmínek a bez veřejného výběrového řízení do konce roku 2024 služební byt v areálu Pražského hradu.

## Politické působení
V komunálních volbách v roce 2002 byla zvolena jako nestranička za Evropské demokraty (ED) zastupitelkou hlavního města Prahy. Ve volbách v roce 2006 již nekandidovala. Od prosince 2002 do dubna 2005 byla též 1. místopředsedkyní Evropských demokratů, ve funkci ji vystřídala Jana Hybášková.